# In the Sultan's Garden
In the Sultan's Garden és una pel·lícula muda de la IMP dirigida per Thomas H. Ince i protagonitzada per Mary Pickford, King Baggot i Owen Moore. La pel·lícula, d’una bobina, es va estrenar el 3 de juliol de 1911, És una de les darreres pel·lícules de Pickford per a la IMP. Durant el rodatge d’una escena al riu Hudson l’actriu va estar a punt de ser arrollada per una llanxa ràpida.

## Argument
El tinent Robbins de la marina es troba un dia amb Haidee, la favorita de l’harem del sultà i s'enamora. Ella li fa arribar una nota al seu vaixell ancorat al Bòsfor en què li demana que la rescati de l’harem. Els dos es troben d’amagat en un jardí però són descoberts i condemnats a mort. A ella se la lliga dins un sac i se la llença al mar per a que s'ofegui. Per sort, una companya li ha passat un ganivet d’amagat i un cop dins de l’aigua es pot alliberar i nedar fins al vaixell del tinent. Ella explica al comandant la seva història i s'organitza una expedició per alliberar el tinent. Es produeix una batalla en la que s'aconsegueix alliberar-lo. Dalt del vaixell es retroben els enamorats.

## Repartiment
- King Baggot (tinent Robins)
- Mary Pickford (Haidee)
- Owen Moore
- Isabel Rea
- George Loane Tucker